# Mark W. Watson
Pour les articles homonymes, voir Mark Watson (homonymie) et Watson.
Mark W. Watson est né en 1952 et est un professeur américain d'économétrie. Il enseigne actuellement à l'université de Princeton.

## Carrière
Avant de venir à Princeton en 1995, Watson a travaillé dans la faculté d'économie de l'université Harvard et de l'université Northwestern.
Ses recherches portent sur l'économétrie des séries chronologiques, la macroéconomie empirique, et les prévisions macroéconomiques.
Watson a publié de nombreux articles dans ces domaines et est le co-auteur de Introduction to Econometrics.
Watson et Tim Bollerslev sont considérés comme poursuivre les travaux de l'économiste du prix Nobel Robert F. Engle, comme l'a reconnu lui-même Engle.

## Sources